# Club Bàsquet Mollet
El Club Bàsquet Mollet (CB Mollet) és una entitat esportiva de basquetbol de Mollet del Vallès fundada l'any 1943.

## Antecedents
Segons les fonts, es considera que els introductors del bàsquet a Mollet del Vallès foren Alfons Falguera i Vicenç Torrent, els quals van formar el primer equip local dins l'Esport Club Mollet. El 16 d'agost de 1931, festa major del municipi, durant el descans del partit de futbol, van oferir un partit d'exhibició de bàsquet, i el 31 del mateix mes, van disputar un partit contra el Ripollet.
Paral·lelament, es va formar un altre equip dins l'Associació Catalanista de Mollet, hi tenien la seva pista de joc al camp de l'entitat Art i Esport. L'any 1932 els dos equips de bàsquet van ser inscrits a la Federació Catalana de Bàsquet, i durant aquesta dècada ambdós clubs van viure una rivalitat intensa. Malauradament, l'esclat de la guerra civil representà la desaparició de les dues entitats. Malgrat això, en la postguerra es recuperà l'afició pel bàsquet local.

## Història
El 5 d'octubre de 1943 es comunicà per carta la fundació del club, amb el nom de Club Baloncesto Mollet, al llavors alcalde de Mollet del Vallès, Pere Careta i Sans. Aquesta carta estava signada pel president de la nova entitat, Arcadi Viñas i Prat, i els membres de la junta: Vicenç Torrents, Joan Portella, Josep Vila i Josep Mutgè. L'endemà, la Federació aprovà els estatuts i la Junta va prendre possessió. Dies més tard, el 24 d'octubre del mateix any disputà el seu primer partit oficial contra el Granollers, amb victòria de l'equip molletà.
En la seva primera temporada, la 1943/1944, va participar en la tercera categoria del grup segon del Campionat de Catalunya. Anys més tard, a la temporada 1948/49 ascendí a la primera categoria catalana. Durant els anys cinquanta el club compta amb equips femenins i s'entrenen a la pista Trèvol. Posteriorment, amb la creació de la Lliga espanyola de bàsquet i la reorganització de les lligues inferiors, el club milità a la Segona Divisió Nacional durant els anys seixanta, lluitant moltes vegades per romandre a la categoria. A la temporada 1977-78 fou campió de lliga de la Segona Divisió i va aconseguir l'ascens a la Primera Divisió Nacional. A la segona i darrera temporada del club a Primera, l'equip dirigit per Manel Comas i filial del FC Barcelona, va quedar a la darrera posició del campionat, descendint així a Primera B. Aquell mateix estiu, els problemes econòmics feren renunciar l'entitat a la Primera B, i tornà a la tercera divisió. A la temporada 2008/2009 ascendí a la Lliga EBA.
L'himne del club fou compost pel músic molletà Josep Solà durant les celebracions del 25è aniversari de la fundació de l'entitat. Avui dia, el club està patrocinat per Recanvis Gaudí.

## Pistes de joc
El club ha tingut diverses pistes de joc al llarg de la seva història. Tanmateix, una de les més conegudes fou la pista del Centre Parroquial, propietat de l'alcalde Frederic Ros i Sallent. Per la Festa Major de 1950, s'inaugurà una altra pista coneguda com la del Trèbol i anys més tard hi hagué una d'altra amb el mateix nom. Totes, però, eren a l'aire lliure. Per aquest motiu, a finals dels anys seixanta, el Ple de l'Ajuntament, en sessió plenària del 4 d'abril de 1969, accepta la donació d'uns terrenys ubicats a Plana Lledó, cedits per Simeó Rabasa i Singla i la Societat Sagarbí, SA, per la construcció d'un pavelló esportiu cobert, per tal de fomentar el bàsquet al municipi. Finalment, el 3 d'octubre de 1970 s'inaugurà la nova pista coberta com a Pavellón Municipal de Deportes, que anys més tard canviaria pel Pavelló Municipal Plana Lledó, on actualment el club té la seu central i disputa els seus partits.

## Uniforme
Al començament, el Club Bàsquet Mollet portava una samarreta vermella, però, posteriorment, cap als anys cinquanta, sota la presidència de Joan Amadó, es decidí canviar els colors. Segons l'anècdota, van oferir-li al club el teixit del color negre a molt bon preu i amb les dificultats pressupostàries que hi havia, es decidí estalviar diners encara que l'equip perdés el color de la samarreta original.